# مجاط (عمالة مكناس)
مجّاط هي بلدة مغربية وسط البلاد تقع بين مكناس و الحاجب . مستقرا لقبيلة مجّاط، إحدى أهم قبائل كونفدرالية أيت إدراسن الأمازيغية.
وأما الجماعة فهي تعد غنية من ناحية الموارد المالية، بحيث تتوفر على منطقة صناعية وهي منطقة فلاحية صرفة بحيث تشتهر بمنتجاتها الجيدة من الفواكه والخضروات وزيت الزيتون وغيرها من المؤهلات الكبيرة للهذه المنطقة.